# Rengårdstjärnen (Byske socken, Västerbotten, 723652-175726)
Rengårdstjärnen är en sjö i Skellefteå kommun i Västerbotten och ingår i Jävreåns huvudavrinningsområde. Sjön är 6,4 meter djup, har en yta på 0,172 kvadratkilometer och befinner sig 76 meter över havet.

## Delavrinningsområde
Rengårdstjärnen ingår i det delavrinningsområde (723669-175657) som SMHI kallar för Mynnar i Finnträsket. Medelhöjden är 84 meter över havet och ytan är 1,22 kvadratkilometer. Det finns ett avrinningsområde uppströms, och räknas det in blir den ackumulerade arean 2,48 kvadratkilometer. Vattendraget som avvattnar avrinningsområdet har biflödesordning 3, vilket innebär att vattnet flödar genom totalt 3 vattendrag innan det når havet efter 20 kilometer. Avrinningsområdet består mestadels av skog (47 procent). Avrinningsområdet har 0,17 kvadratkilometer vattenytor vilket ger det en sjöprocent på 13,8 procent.